# Марина ди Казал Велино (Салерно)
Марина ди Казал Велино (итал. Marina di Casal Velino) је насеље у Италији у округу Салерно, региону Кампанија.
Према процени из 2011. у насељу је живело 1263 становника. Насеље се налази на надморској висини од 4 м.